# 中國銀行澳門分行

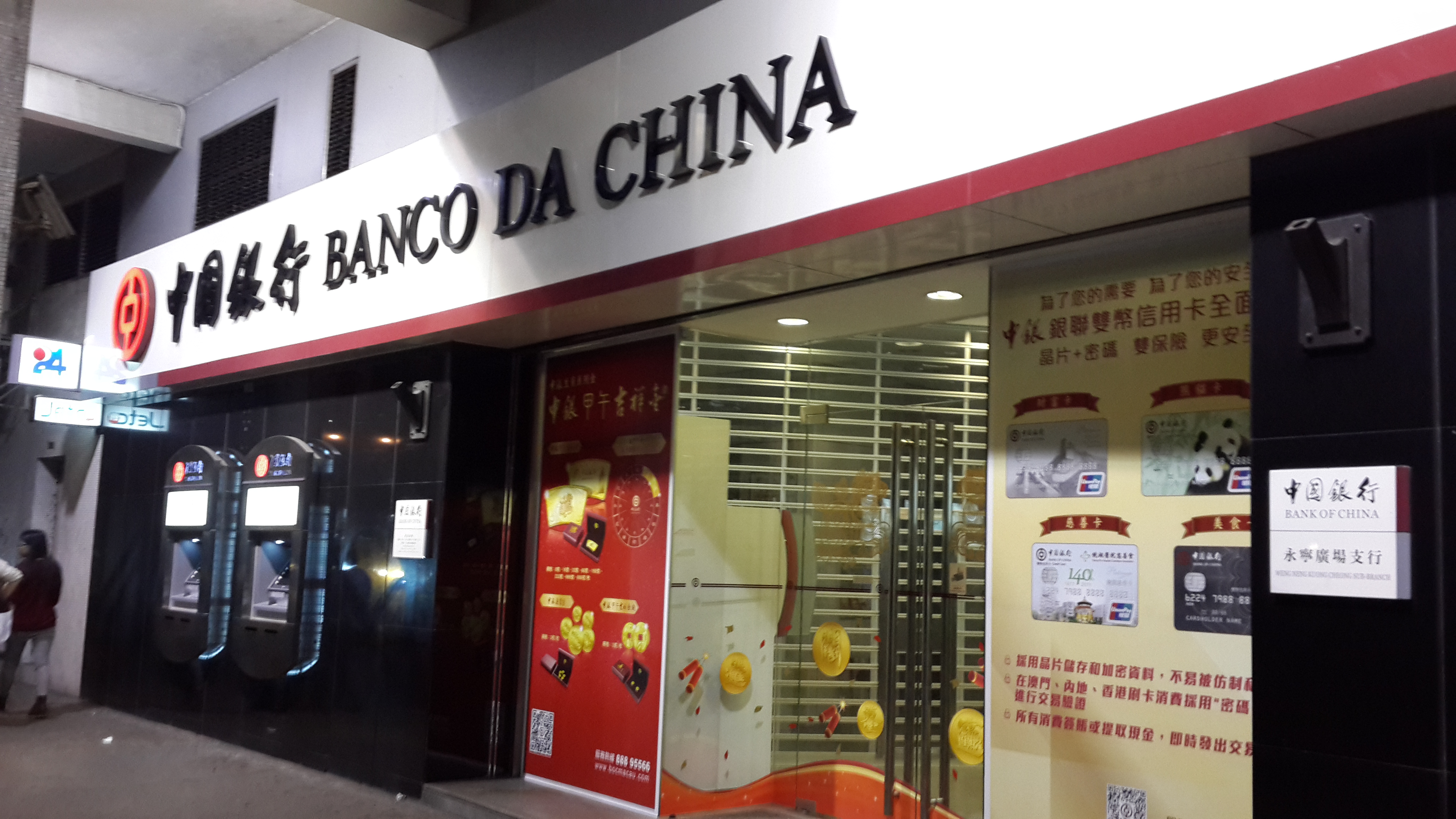
中國銀行澳門永寧廣場支行，正門招牌以中文（中國銀行）和葡萄牙語（BANCO DA CHINA）名稱標示。

中國銀行澳門分行，SLM於1950年6月21日成立，簡稱為澳門中銀，前身為澳門南通銀行，現為中華人民共和國國有商業銀行中國銀行在澳門的分支及澳門最大商業銀行之一，與大西洋銀行共同承擔澳門元的發鈔和澳門政府公共庫房出納代理銀行的職能。
中國銀行已在澳門獨立注冊新公司中國銀行（澳門）股份有限公司，中國銀行澳門分行與個人客戶之間的銀行業務及所涉的財產和負債將於2022年11月20日全部轉移至中國銀行（澳門），而公司客户相关业务仍由中国银行澳门分行提供。

## 歷史
1950年6月21日，澳門南通銀號設址新馬路成立營業，處理匯款及簡單貸款等一般性銀行業務。董事长柯麟，总经理柯正平。
南通銀號於1974年依澳門法律《澳門銀行法》之規定而改組為商業銀行，並獲得澳葡政府發出銀行牌照，因而易名為澳門南通銀行（葡萄牙語：Banco Nan Tung）。同年遷址至新馬路1號營業。1982年，南通銀行和中資銀行業組成票據交換中心，成為澳門票據中央清算銀行外，也承擔港元票據清算銀行的職責。
1983年，南通銀行加入中銀集團成員。1985年9月1日，在珠海市開設珠海南通銀行（ ），是為南通銀行在該市的分行，也是首家港澳地區銀行在珠海市開設的銀行。1987年1月1日，中國銀行收購南通銀行，並易名為「中國銀行澳門分行」，成為中國銀行第九家海外分行。
1992年，中國銀行澳門分行總辦事處遷出新馬路至蘇亞利斯博士大馬路中國銀行大廈。1995年10月16日起，繼大西洋銀行成為澳門政府第二家發鈔銀行；2000年4月28日，中國銀行澳門分行與澳門特區政府簽訂合同成為澳門政府公共庫房出納代理銀行之一。同年9月17日被中國人民銀行選為澳門個人人民幣業務清算銀行；及至11月起向客戶提供全面人民幣業務服務。
2001年1月起為銀行客戶提供網上銀行服務；2003年11月成立財富管理中心。翌年8月因母公司中國銀行實行股份制，中國銀行澳門分行更改商業註冊為「中國銀行股份有限公司澳門分行」，簡稱仍用「中國銀行澳門分行」。2006年，摩根士丹利收購了珠海南通銀行。2008年1月3日起與澳門電訊推出流動電話銀行服務——智達流動銀行服務。
2022年11月21日，中國銀行在澳門特區投資設立全資子公司“中國銀行（澳門）”正式對外營業，在開業前將進行各方面升級和調整，期間手機銀行、二維碼支付、中銀e網、銀行卡取款及信用卡刷卡等暫停服務。

## 鈔票
中國銀行於1995年10月16日起成為澳門第二家發鈔銀行，並開始發行澳門元鈔票；及後，中國銀行因應澳門的流通量而分別在1996年、1997年、1999年、2001年、2002年、2003年起連續三年及2008年發行鈔票，而發鈔的比例和另一家發鈔銀行大西洋銀行都是佔澳門元現鈔流通量的50%。
所有中國銀行發出的澳門元鈔票背面均印有中國銀行澳門分行大廈。另一方面，大西洋銀行於1992年發出澳門幣50元及100元鈔票以及1999年發出的澳門幣20元鈔票背面均印有中國銀行澳門分行大廈。

## 總部

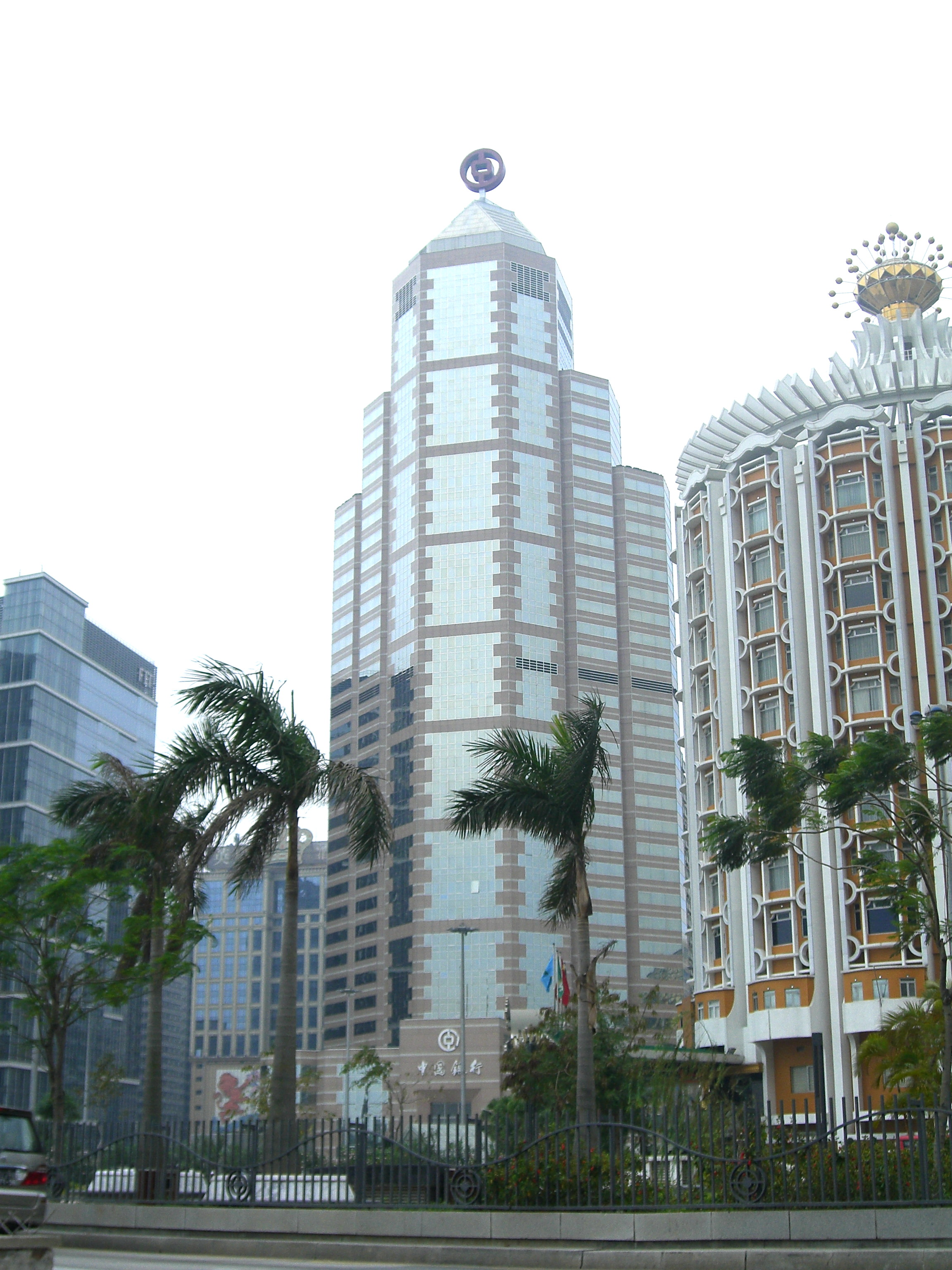
中國銀行大廈

自澳門南通銀號成立，銀行總部設址於新馬路100 號營業；翌年遷址至新馬路1J、K號；並於1961年作另一次遷址至新馬路1L號繼續營運。
中國銀行澳門分行總部現設於蘇亞利斯博士大馬路中國銀行大廈；為利宵中學舊址的一部份。1986年，利宵中學遷出後，在該地段的最東南端興建這座大廈，並由香港巴馬丹拿建築結構工程設計公司負責設計。大廈於1992年5月落成，樓高163米、共38層，至澳門觀光塔落成前是為澳門最高建築物。大廈外牆以紅色花崗石和銀色玻璃幕牆鋪設，外形如同火箭。

## 支行
目前，除了澳門分行總部外，該行在澳門擁有32間支行；當中23間位於澳門半島，3間位於氹仔，3間位於路氹城，1間位於路環，1間位於澳門科技大學，1間位於澳門大學薈萃坊。另一方面，該銀行在澳門半島的北區（關閘）、皇朝，路氹城的新濠影匯設有財富管理中心。

## 相關連結
- 中銀香港
- 中國銀行